# سی‌جی فود
سی‌جی فود (انگلیسی: CJ Food) شرکت صنایع غذایی کره‌ای است، که در سال ۲۰۰۰ توسط گروه سی‌جی تأسیس شد.